# نباتات طحلبية
النباتات الطحلبية أو الطحلبيات أو  شعبة الحزازيات (الاسم العلمي: Bryophyte)، (من اليونانية: bryon = βρύον = «شجرة الطحلب، المحار الأخضر»، phyton = φυτόν = «نبات»)، هي مجموعة غير رسمية تتكون من ثلاثة شعب من النباتات البرية غير الوعائية (نباتات جنينية): الكبدية، والزهقرنية والحزازية. تتميز بشكل حجمها المحدود وتفضل الموائل الرطبة رغم أنه بامكانها العيش في البيئات الجافة. تتكون النباتات الطحلبة من حوالي 20,000 نوع نباتي. وهي تنتج هياكل تناسلية مغلقة (ابواغ زيجية)، لكنها لا تنتج الزهور أو البذور. وتتكاثر عن طريق الأبواغ. عادة ما تعتبر النباتات الطحلبة مجموعة شبه عرقية وليست مجموعة أحادية النمط الخلوي، رغم أن نتائج بعض الدراسات كانت عكسية.

## علم البيئة
إلى حد ما، عن طريق منع البذور فعليًا من الوصول إلى التربة أو عن طريق الحد من وصول الضوء إلى البذور الموجودة بالفعل في التربة (الطيف الأحمر على وجه الخصوص، الذي يحفز إنبات بعض البذور) و/أو عن طريق التضاد، يمكن للحصائر الطحلبية القضاء على أو تحديد أنواع معينة؛ على سبيل المثال، في حديقة الحجر الجيري الهولندي (وبالمثل في ظل ظروف خاضعة للرقابة في الدفيئة)، فإن سجادة كثيفة من الطحالب على الأرض تقلل من عدد شتلات بعض الأنواع باديات الزهر بنسبة تصل إلى 30%.

## صفاتها
البريويّات هي نباتات بسيطة الهيئة وصغيرة الحجم وعديمة الأزهار والبذور، ليس لها جذور ولا أوعية ناقلة من أنواع الأوعية الدمويّة. كما تمتصّ الماء من جميع سطوحها الخارجيّة بواسطة جذورها والتي تكون مكوّنة من خلية واحدة أو مجموعة خلايا.

## بيئتها وفوائدها الاقتصاديّة
نباتات البريويّات عالميّة الانتشار، فهي تحتاج إلى مدة رطوبة جوية، وهي تتحمّل الجفاف لفترة طويلة لأنّها تستطيع العيش بوتيرة بطيئة. تشكّل بعض أجناس البريويّات مثل بوليتريكوم والاسفغنوم مستعمرات ضخمة، وتخزّن الماء لمدة طويلة. ولمّا تتفكّك أجزاؤها السفلى تُنتج فحم التورب ويُستخدم كمادّة للاشتعال.

## استخدامها
يُستخدم قسم من البريويّات لتحسين تراب الحدائق وتجميل الزهور الجافة. وتُستعمل أيضا في البيوت الزجاجيّة كدعائم  لبعض أنواع نباتات الزينة.